# Guidalberto Guidi
Guidalberto Guidi (Modena, 5 agosto 1941 – Montale Rangone, 5 luglio 2023) è stato un imprenditore italiano, a lungo vicepresidente di Confindustria.

## Biografia
Si laurea in giurisprudenza all'Università di Modena, prima esperienza come insegnante di lettere alle medie dopo avere deciso di non volere fare il notaio secondo le intenzioni della famiglia, quindi dipendente e manager lavorando anche in Francia, Stati Uniti e America del Sud e ricoprendo numerosi incarichi (una trentina le aziende in cui è stato commissario) nell'amministrazione di importanti imprese italiane: è stato commissario liquidatore del gruppo Fochi, ha varato alcune operazioni di venture capital come nell'acquisizione della Sabiem, un'azienda di ascensori che apparteneva alla finlandese Kone e acquisita attraverso un management buyout con altri industriali.
A metà degli anni Ottanta acquisisce, alla guida di un gruppo di imprenditori, la Ducati Energia, società nata nel 1985 dall'unione della divisione condensatori della Zanussi di proprietà Electrolux e della Ducati Elettronica, diventando presidente e nel tempo il proprietario dell'azienda con una quota dell'82% (un altro 15% che salirà poi al 18% sarà della Simest, società di investimenti della Cassa Depositi e Prestiti). Mantenendo il core business dell'azienda nella componentistica, Guidi allarga l'attività nella produzione di condensatori per lampade e motori e per il risanamento di generatori entrando in settori quali trasporti e mobilità, energia ferroviaria. Fino a produrre pale eoliche e piccoli veicoli elettrici FreeDuck: quadricicli omologati per il trasporto di due persone e utilizzati dalle Poste Italiane.
Facendosi la fama di "falco" nel mondo dell'industria, Guidi è stato tra i primi a dire che "piccolo è bello" nel mondo dell'industria è un falso mito e a sostenere che, per restare competitivi, bisognava spostare parte della produzione in una delle tre aree da lui definite l'"officina del mondo", e cioè India, Cina e Europa dell'Est. Ma bisognava anche mantenere in Italia le idee e la ricerca e quindi investire in uomini e in innovazione. Ha così creato società in Romania (nel 2000) e Croazia (nel 2003). Ha continuato negli anni ad acquisire piccole aziende con prodotti complementari a quelli della Ducati Energia. Nel febbraio 2018 ha rilevato la ex Far System, operativa in Trentino dal 2006. Il 2 luglio 2023 muore in una località del modenese.

### Altri incarichi
Guidi ricopre (o ha ricoperto) cariche importanti in varie società e associazioni di categoria: presidente de Il Sole 24 Ore, vicepresidente per dieci anni della Confindustria, presidente dell'ANIE (l'Associazione nazionale delle imprese elettrotecniche ed elettroniche), presidente dell'Ancma (l'Associazione nazionale ciclo motociclo accessori).

## Vita privata
Sposato con Alessandra Bussi, ha una figlia, Federica, che ha seguito le sue orme in azienda ed è stata ministro dello Sviluppo economico nel governo Renzi dal febbraio 2014 all'aprile 2016.